# Artyom Tarasov
 (octobre 2018).
Si vous disposez d'ouvrages ou d'articles de référence ou si vous connaissez des sites web de qualité traitant du thème abordé ici, merci de compléter l'article en donnant les références utiles à sa vérifiabilité et en les liant à la section « Notes et références ».
Pour les articles homonymes, voir Tarassov.
 (novembre 2018).
Artyom Mikhaïlovitch Tarasov (en russe : Артём Миха́йлович Тара́сов), né le 4 juillet 1950 à Moscou et mort le 22 juillet 2017 à Moscou, est un homme d'affaires et un activiste politique russe d'origine arménienne. En 1989, Tarasov devient le premier millionnaire officiellement déclaré en URSS.

## Biographie
Tarasov était le descendant d'une famille très connue de commerçants arméniens.
L'industriel pétrolier et dandy Nikolaï Tarasov (1882-1910), cofondateur du théâtre itinérant La Chauve-souris, ainsi que Henri Troyat font partie de sa lignée paternelle.
Né d'un père photographe et d'une mère universitaire, Tarasov obtient plusieurs diplômes d'ingénieur, d'informaticien et de planificateur économique. Il a une carrière réussie en tant que directeur scientifique.
Sa société, Progress, devient la dixième coopérative officiellement enregistrée à Moscou, mais elle sera fermée par les autorités de Moscou car jugée « dangereuse pour la société et contraire aux principes socialistes ».
À la suite de cela il crée une nouvelle coopérative Technika avec succès. Tarasov est le cofondateur du quotidien Kommersant, créateur de la première compagnie aérienne privée, Transaero, et est élu au parlement russe.
Après un conflit avec les autorités soviétiques en 1990, il quitte l'URSS et s'installe à Londres. En 1993, il retourne en Russie et sera de nouveau élu à la Douma. En 1996, il décide de se présenter à la présidence en tant que candidat indépendant en faveur des entreprises, mais sa candidature est rejetée par la Commission électorale centrale de la fédération de Russie.
À la fin des années 2000, Tarasov passe la plupart de son temps à Londres. En 2005, son livre, Millionaire, détaillant la montée des oligarques post-soviétiques est publié.
Tarasov meurt à Moscou le 22 juillet 2017.